# Corrado Böhm
Corrado Böhm (Milão, 17 de janeiro de 1923 – Roma, 23 de outubro de 2017) foi um cientista da computação italiano. Contribuiu com as teorias de programação estruturada, cálculo Lambda, lógica combinatória e com as semânticas e com a implementação de linguagens de programação funcional.
Foi o criador da linguagem P′′, uma linguagem Turing completa, ou seja, com o mesmo poder computacional de uma Máquina de Turing.

## Publicações selecionadas
- C. Böhm, "Calculatrices digitales. Du déchiffrage des formules mathématiques par la machine même dans la conception du programme", Annali di Mat. pura e applicata, serie IV, tomo XXXVII, 1–51, 1954. PDF at ETH Zürich English translation 2016 by Peter Sestoft
- C. Böhm, "On a family of Turing machines and the related programming language", ICC Bull., 3, 185–194, July 1964.
Introduziu P′′, a primeira linguagem imperativa sem GOTO que provou ser Turing-completa.
- C. Böhm, G. Jacopini, "Flow diagrams, Turing Machines and Languages with only Two Formation Rules", Comm. of the ACM, 9(5): 366–371,1966.
- C. Böhm, "Alcune proprietà delle forme β-η-normali nel λ-K-calcolo", Pubbl. INAC, n. 696, Roma, 1968.
- C. Böhm, A. Berarducci, "Automatic Synthesis of typed Lambda-programs on Term Algebras", Theoretical Computer Science, 39: 135–154, 1985.
- C. Böhm, "Functional Programming and Combinatory algebras", MFCS, Carlsbad, Czechoslovakia, eds M.P. Chytil, L. Janiga and V. Koubek, LNCS 324, 14–26, 1988.